# غيبسون (جورجيا)
غيبسون (بالإنجليزية: Gibson, Georgia)‏ هي مدينة تقع في مقاطعة غلاسكوك، جورجيا بولاية جورجيا في الولايات المتحدة. تبلغ مساحة هذه المدينة 2.7 (كم²)، وترتفع عن سطح البحر 106 م، بلغ عدد سكانها 694 نسمة في عام 2010 حسب إحصاء مكتب تعداد الولايات المتحدة.

## وصلات خارجية
- Cities & Counties - Georgia.gov